# Raad Milieu
De Raad Milieu (ENV) is een configuratie van de Raad van de Europese Unie. De raad vergadert vier keer per jaar. Naast de geplande vergaderingen is het niet ongebruikelijk dat de leden van de raad informeel vergaderen. De configuratie bestaat uit voornamelijk de ministers van Milieu van de EU-lidstaten. Bij een enkele lidstaat kan het voorkomen dat een minister zonder de portefeuille Milieu als 'minister van Milieu' mag optreden.
De raad wordt voorgezeten door de minister van de lidstaat die op dat moment het voorzitterschap van de Europese Unie bekleedt. De Europese Commissie wordt vertegenwoordigd door de Europees Commissaris van Milieu (sinds 2024 Jessika Roswall).

## Leden
| Ambtsbekleder | Ambtsbekleder | Ambtsbekleder                                                                                     | Lidstaat      | Sinds |
| ------------- | ------------- | ------------------------------------------------------------------------------------------------- | ------------- | ----- |
|               |               | Jessika Roswall (Europees Commissaris voor Milieu)                                                | Europese Unie | 2024  |
|               |               | Jean-Luc Crucke (Minister van Klimaat en Ecologische Transitie)                                   | België        | 2025  |
|               |               | Manol Genov (Minister van Milieu en Water)                                                        | Bulgarije     | 2025  |
|               |               | Maria Panayiotou (Minister van Landbouw, Plattelandsontwikkeling en Milieu)                       | Cyprus        | 2024  |
|               |               | Magnus Heunicke (Minister van Milieu)                                                             | Denemarken    | 2022  |
|               |               | Carsten Schneider (Minister van Milieu, Natuurbeheer, Klimaatbescherming en Nucleaire Veiligheid) | Duitsland     | 2025  |
|               |               | Andres Sutt (Minister van Energie en Milieu)                                                      | Estland       | 2025  |
|               |               | Sari Multala (Minister van Milieu en Klimaatverandering)                                          | Finland       | 2025  |
|               |               | Agnès Pannier-Runacher (Minister van Ecologie, Bosbouw en Visserij)                               | Frankrijk     | 2024  |
|               |               | Stavros Papastavrou (Minister van Milieu en Energie)                                              | Griekenland   | 2025  |
|               |               | István Nagy (Minister van Landbouw)                                                               | Hongarije     | 2018  |
|               |               | Darragh O'Brien (Minister van Klimaat, Milieu en Energie)                                         | Ierland       | 2025  |
|               |               | Gilberto Pichetto Fratin (Minister van Milieu en Energiezekerheid)                                | Italië        | 2022  |
|               |               | Marija Vučković (Minister van Milieubescherming en Groene Transitie)                              | Kroatië       | 2024  |
|               |               | Inga Bērziņa (Minister van Milieubescherming en Regionale Ontwikkeling)                           | Letland       | 2023  |
|               |               | Povilas Poderskis (Minister van Milieu)                                                           | Litouwen      | 2024  |
|               |               | Serge Wilmes (Minister van Milieu, Klimaat en Biodiversiteit)                                     | Luxemburg     | 2023  |
|               |               | Miriam Dalli (Minister van Milieu en Energie)                                                     | Malta         | 2024  |
|               |               | Chris Jansen (Staatssecretaris van Openbaar Vervoer en Milieu)                                    | Nederland     | 2024  |
|               |               | Norbert Totschnig (Minister van Land- en Bosbouw, Klimaat- en Milieubescherming en Waterstaat)    | Oostenrijk    | 2025  |
|               |               | Paulina Hennig-Kloska (Minister van Klimaat en Milieu)                                            | Polen         | 2023  |
|               |               | Maria da Graça Carvalho (Minister van Milieu en Energie)                                          | Portugal      | 2024  |
|               |               | Mircea Fechet (Minister van Milieu, Waterbeheer en Bosbouw)                                       | Roemenië      | 2024  |
|               |               | Bojan Kumer (Minister van Milieu, Klimaat en Energie)                                             | Slovenië      | 2023  |
|               |               | Tomáš Taraba (Minister van Milieu)                                                                | Slowakije     | 2023  |
|               |               | Sara Aagesen (Minister van Ecologische Transitie)                                                 | Spanje        | 2024  |
|               |               | Petr Hladík (Minister van Milieu)                                                                 | Tsjechië      | 2023  |
|               |               | Romina Pourmokhtari (Minister van Milieu)                                                         | Zweden        | 2022  |